# Kerria chinensis
Kerria chinensis (лат.) — вид полужесткокрылых насекомых-кокцид рода Kerria из семейства лаковых червецов Kerriidae.

## Распространение
Южная и Юго-Восточная Азия: Бутан, Камбоджа, Китай, Индия, Мьянма, Непал, Таиланд, Тибет, Вьетнам.

## Описание
Мелкие лаковые червецы (длина около 2 мм). Полоски канеллярных пор под передними дыхальцами очень длинные, длиной 300–500 мкм; спинной шип длиной 190–240 мкм. Анальный бугорок (супраанальная пластинка) удлиненный, заметно длиннее ширины. Питаются соками растений.